# Серафин II фон Таксис
Серафин II фон Таксис (на немски: Seraphin von Taxis * 1538; † януари 1582 в Аугсбург) от род Таксис е имперски и испански кралски пощенски майстер на Аугсбург, Рейнхаузен, Диделсхайм и Росхауптен. Той е родител на Аугсбургската пощенска династия.
Той е син на Бартоломеус фон Таксис († 1549) и съпругата му Анна Майс фон Елкау, дъщеря на Георг Майс фон Елкау и Анна фон Хес. Внук е на Йохан фон Таксис († 1545) и Катерина фон Нойхауз († 1526).
Серафин II фон Таксис наследява службата постмайстер от бездетния си чичо си Серафин I фон Таксис († 1556 в Брюксел) в испанско-нидерландската поща в Аугсбург. Тогава той е още малолетен и службата се дава за шест години под наем на 16 юли 1557 г. на Кристоф фон Таксис († 1589). Серафин II фон Таксис отива да учи в Милано и работи там при пощенския майстер Симон I фон Таксис († 1563). На 23 януари 1558 г. Серафин II фон Таксис се жени за Изабела, дъщеря на Симон I фон Таксис. През юли 1563 г. Кристоф фон Таксис († 1589) отказва да предаде пощата на Серафин II. Службата получава Жането фон Таксис († 1517/1518). След конфликти с брюкселския генерал-постмайстер Леонард I фон Таксис († 1612), той поема службата през 1567 г.
Серафин II фон Таксис умира на ок. 44 години през януари 1582 г. в Аугсбург. Внук му Йохан Баптиста фон Турн и Таксис е издигнат на наследствен имперски фрайхер 1657 г., а фамилията с правнук му Себастиан Франц фон Турн и Таксис на наследствен имперски граф на 12 април 1702 г.

## Фамилия
Серафин II фон Таксис се жени на 23 януари 1558 г. за Изабела (Елизабета) фон Таксис († сл. 16 септември 1611/1602/1604), дъщеря на Симон I фон Таксис († 1563, Милано), имперски и испански кралски пост-майстер в Милано, и Магдалена Нойхауз. Те имат децата:
- Йохан Алфонс († 1593), испански капитан
- Франц
- Цистерна
- Анна Виктория
- Мария Магдалена, монахиня
- Йоана, монахиня
- Геновева фон Таксис († сл. 14 януари 1628 в Брюксел), омъжена на 8 октомври 1584 г. в Аугсбург за имперски граф Ламорал фон Таксис (* 1557; † 7 юли 1624 в Брюксел), син на фрайхер Леонард I фон Таксис († 1612), който ръководи пощата в Брюксел[3]
- Октавио фон Таксис (* 1572; † 6 юли 1626, Роренфелс, погребан в „Ст. Мориц“, Аугсбург), (1582/95 до 1626 наследник на Серафин II), господар на Роренфелс, женен пр. 20 октомври 1604 г. за Сузана Якоба фон Щаудинг (* ок. 1593; † 24 октомври 1656, Нойбург); родители на:
  - Йохан Баптиста фон Турн и Таксис (* 7 юли 1613, (1623); † 20 ноември 1672, Нойбург ам Донау), (1626/38 до 1672 наследник), фрайхер (1657); баща на:
    - Себастиан Франц фон Турн и Таксис († 1706), наследник (1672 до 1706), имперски граф на 12 април 1702 г., последен от фамилията
    - Филип Вилхелм Константин фон Турн и Таксис (1647 – 1703), фрайхер и граф